# Фитнес Тони
„Фитнес Тони“ (на испански: Gym Tony) е испански телевизионен сериал, създаден от Хавиер Вейга. Сериалът дебютира в мрежата на „Cuatro“ на 17 декември 2014 г.

## Сюжет
Главното действащо лице в сериала е Тони (Иван Масаге), който е собственик на гимнастически салон. Той ръководи бизнеса си, разчитайки на импровизация и на никакви разходи. Там, където всички виждат само проблеми, той вижда решения, които в повечето случаи са доста шантави. Персоналът в гимнастическия салон се състои от рецепционистка, шеф на поддръжката и чистачка едновременно, йога инструктор по тай-чи, айкидо, суши, пролетни рулца и по всичко с ориенталски привкус и фитнес инструктор, който се чувства като знаменитост. Сред най-големите образи, клиенти на салона, са 40-годишен мъж, пристрастен към клюките; шишко, който не може да смъкне дори половин килограм; разведена жена, която заради кризата е принудена да се върне в стария си квартал; юпи с остър език, вманиачен във физическата си форма; обикновена жена, която мечтае да стане тв звезда, и още редица колоритни типажи.

## Актьорски състав
- Иван Масаге – Антонио „Тони“ Рубироса (сезон 1 – 4)
- Санти Родригес – Хосе Висенте Веласко (сезон 1 – 4)
- Томас Поци – Максимилиано „Макси“ Кемпес (сезон 1 – 4)
- Мериъм Ернандес – Ниевес Лопес Гомес (сезон 1 – 4)
- Жералд Б. Филморд – Хосе Мария „Чема“ Гутиерес (сезон 1)
- Давид Амор – Еваристо „Тито“ Ескудеро Ногалес (сезон 1 – 4)
- Мириъм Кабеса – Ванеса (сезон 1 – 4)
- Усун Джун – Сироко Нуку Нуку (сезон 1 – 2)
- Карлос Чамаро – Хулио Сарасола (сезон 1 – 4)
- Мар Абаскал – Пилар Масиас (сезон 1 – 4)
- Хуанма Сифуентес – Мигел „Мигелон“ Рондон (сезон 1 – 2)
- Антония Сан Хуан – Берта Паломеро (сезон 1)
- Патрисия Конде – Лоли (сезон 1 – 4)
- Едуардо Гомес – Хуан „Хуанито“ Санчес Трабуко (сезон 2 – 4)
- Лео Ривера – Кристобал Перес (сезон 2 – 4)
- Кармен Руис – Петра Паломеро (сезон 2 – 4)
- Пепа Рус – Секундина „Секун“ Гарсия (сезон 2 – 4)
- Тони Акоста – Ракел (сезон 2 – 4)
- Даниел Муриел – Едуардо „Еду“ Валдивиа (сезон 2 – 3)
- Едуардо Касанова – Ченчо Гомес Лечон (сезон 2)
- Шанел Тереро – Дейси (сезон 2 – 3)

## „Фитнес Тони“ в България
Сериалът започва в България на 21 юни 2016 г. по bTV Comedy всеки делничен ден от 23.00 часа. Дублажът е на студио Медиа Линк. Ролите се озвучават от артистите Вилма Карталска, Татяна Захова, Христо Чешмеджиев, Светломир Радев и Петър Бонев.